# Ћубасти голуб
Ћубасти голуб (лат. Ocyphaps lophotes) је птица која настањује шире подручје континента Аустралије, осим од северних тропских области и једини је члан врсте Ocyphaps. Ова птица често погрешно назива чуперкастим голубом, на којег подсећа због своје ћубе на глави. 

## Опис
Дужина ћубастог голуба креће се од 30 до 34 цм. Сиве је боје, са нијансама браон и зелене. Специфични су је јер имају пернате, али танке црне шиљке на врху главе. На крилима су им црне пруге покривене бронзаном бојом, док је примарно перје јаких боја - браон, љубичасто, плаво и зелено. Млади примерци су тамнији, без бронзане боје на крилима.

## Ширење и станишта
Станиште ћубастог голуба су ливаде, жбунови и шумовите области, а могу се настанити и у близини водотока, у баштама па чак и на спортским теренима. Данас су доста распотрањени по Аустралији, а раније су настањивали само западни део земље. У потрази за храном, настанили су се и прилагодили у обласима где се гаје житарице. 

### Размножавање
Размножавају се током целе године, најчешће за време топлих месеци. Мужјаци се удварају женкама својим плесом, тако што померају тело горе-доле и шире крила. Парење се одвија углавном у жбуњу или на дрвећу. Оба родитеља леже на јајима, а млади се обично излегну након три недеље. 